# دومار علیا
دومار علیا، روستایی از توابع بخش جبالبارز شهرستان جیرفت در استان کرمان ایران است. اغلب مردم این روستا فامیل امیری دوماری و موسوی دومار را دارا هستند. و بزرگ آنان *میر غلامشاه امیری دوماری* است.

## جمعیت
این روستا در دهستان سغدر قرار دارد و براساس سرشماری مرکز آمار ایران در سال ۱۳۸۵، جمعیت آن 618 نفر (۵خانوار) بوده‌است.